# Passiflora leptopoda
Passiflora leptopoda är en passionsblomsväxtart som beskrevs av Hermann August Theodor Harms. Passiflora leptopoda ingår i släktet passionsblommor, och familjen passionsblomsväxter. Inga underarter finns listade i Catalogue of Life.